# ایل چوپان
ایل چوپان، روستایی از توابع بخش طارم سفلی شهرستان قزوین در استان قزوین ایران است.

## جمعیت
این روستا در دهستان نیارک قرار دارد و براساس سرشماری مرکز آمار ایران در سال ۱۳۸۵ و در سال ۱۳۹۵ جمعیت آن به ترتیب ۲۳ نفر (۵خانوار) و ۱۶ نفر بوده‌ است. زبان ساکنین روستا ترکی آذربایجانی است و اکثر آنها به امور زراعی و باغداری مشغول هستند. عمده محصولات آنها گندم، گردو، انگور و سیب است.

## جاهای دیدنی
آبشار ایل چوپان (اول‌چوبان) ، آبشاری زیبا  و گمنام در نزدیکی روستای ایل چوپان در ۶۲ کیلومتری شمال غربی قزوین واقع شده است و جلوه بسیار جالبی دارد.
نام این آبشار شارشار میباشد.